# エセン・ブカ (モグーリスタン)
エセン・ブカ（Esen Buqa II、? - 1461年/62年）は、東チャガタイ・ハン国（モグーリスタン・ハン国）のハン（在位：1432年 - 1462年）。ワイスの子。

## 生涯
ワイスが没した後、モグーリスタン・ハン国は混乱した状態にあり、ワイスの遺子であるエセン・ブカとその兄のユーヌスはどちらも成人しておらず、いずれを支持するかで国内は二分された。この時優勢だったのはエセン・ブカであり、ユーヌスは自分が不利な立場にあることを知るとティムール朝のウルグ・ベクの元に亡命した。このユーヌスの出奔によって、 エセン・ブカが唯一のハンとなる。統治期間のうち、最初の数年は順調だった。貴族（アミール）たちは皆忠誠を誓っており、1435年にワイスの死後にティムール朝に占領されたカシュガルの奪還に成功する。しかし、アミールたちは次第に若いエセン・ブカの権力が微弱と見做すようになり、ハン国は統制が取れない状態に戻り始めた。アミールたちの信頼をいくらか回復した後アクスに移り、ハン国の有力者であるドゥグラト部のサイイド・アリーと姻戚関係を築くため、娘のダウラト・ニガル・ハニムとサイイド・アリーの子との婚姻を成立させた。
国内の統制を回復させた直後、エセン・ブカはマー・ワラー・アンナフルのティムール朝からの奪還を試みた。1451年にティムール朝北方の領土に侵入し、サイラーム、ヤシ、タシュケントを攻撃した。アブー・サイードがマー・ワラー・アンナフルからモグーリスタン軍を駆逐するため兵力を結集すると進攻を注視し、エセン・ブカの軍はモグーリスタン国内まで追撃されることなく撤退した。度重なる侵入に業を煮やしたアブー・サイードはチャガタイ家の分裂を図り、シーラーズに留め置いていたユーヌスに軍隊をつけてモグーリスタンに送り返した。ユーヌスはモグーリスタンのアミールの中に支持者を作り、カシュガルに進軍した。カシュガルを支配するサイイド・アリーはエセン・ブカに援軍を求め、エセン・ブカとサイイド・アリーの連合軍はカシュガル北東のフワーニ・サーラールでユーヌスを破った。エセン・ブカはユーヌスを捕らえて再びティムール朝に追放した。だが、それから間もなくユーヌスはモグーリスタンに戻って支持者を集め、エセン・ブカはユーヌスに対して決定的な勝利を収められなかった。
1461年/62年にエセン・ブカは没し、彼の死によってモグーリスタンは再び分裂した。西部にユーヌス、東部にはエセン・ブカの子ドースト・ムハンマドが割拠しており、ドースト・ムハンマドの死までモグーリスタンの分裂は続いた。

## カザフの流入
エセン・ブカはジャニベク・ハン、ケレイの2人に率いられてウズベクのアブル＝ハイル・ハンから離反したカザフを受け入れた人物としても知られる。 カザフ・ハン国が成立した後も両者の友好は保たれ、エセン・ブカの死後数10年の間、モグーリスタン・ハン国とカザフ・ハン国は同盟関係にあった。

## 関連文献
- 以下の書籍にモグーリスタン・ハン国の君主の系図が収録されている。
  - 小松久男編『中央ユーラシア史』（新版　世界各国史4）山川出版社、2000年